# Aitor Silloniz
Aitor Silloniz Aresti (Zornotza, 17 februari 1977) is een Spaans wielrenner. Hij is een familielid van Josu Silloniz.

## Overwinningen
1998
- Clasica Internacional "Txuma"

2001
- etappe Catalaanse wielerweek

2002
- etappe Ronde van de Toekomst

## Resultaten in voornaamste wedstrijden
| Jaar | Ronde van Italië | Ronde van Frankrijk | Ronde van Spanje |
| ---- | ---------------- | ------------------- | ---------------- |
| 2004 |                  |                     | 118e             |